# Xoanon

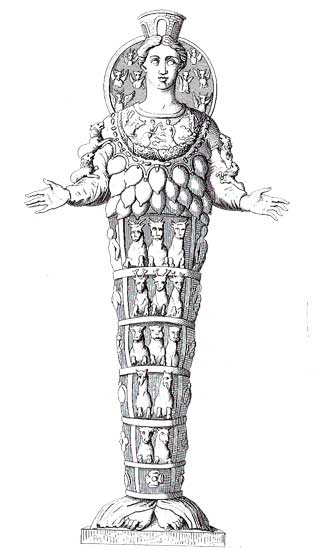
Reconstitution du xoanon de l'Artémis d'Éphèse. Gravure d'une statue romaine en marbre du XVIIIe siècle du musée du Vatican. Copie d'un original grec.

Un xoanon (grec ancien : ξόανον ; pluriel : ξόανα / xoana) est, dans l'acception la plus courante à l'époque moderne, une statue en bois, dédiée au culte à l'époque archaïque en Grèce, souvent aniconique, et faite d’une seule pièce, donc vue comme une forme primitive de statue de culte. Ce sens dérive en particulier de l'usage fait du terme dans la Description de la Grèce de Pausanias (milieu du IIe siècle), mais dans les textes antiques ce mot n'a pas un sens aussi restreint et peut désigner d'autres types de sculptures.

## Étymologie
Le substantif neutre « xoanon » est issu du grec ancien ξόανον, dérivé de ξέω (« polir »),.

## Histoire
Dans l'Antiquité, on associait le xoanon à Dédale, à qui on attribuait l'invention de la sculpture ; le Palladion, statue protectrice de la ville de Troie, est un exemple célèbre de xoanon. À l'époque, les xoana étaient conservés avec respect dans les temples ; hormis des reproductions en marbre ou autre pierre, aucun ne nous est parvenu. Au IIe siècle, Pausanias le Périégète a vu de très nombreux xoana lors de son voyage en Grèce, et les a décrits dans sa Description de la Grèce.
On pratiquait une divination d'origine égyptienne ou phénicienne à l'aide de ces statues informes : on interprétait les mouvements des xoana portés sur des brancards, et cette divination fut un temps illustrée par les oracles de Zeus Ammon.

### Sources antiques
- [Lucien de Samosate 2005] Lucien de Samosate (trad. d'É. Chambry, rév. et annot. par A. Billault et É. Marquis avec la collab. de D. Goust, introd. d'A. Billault), Lucien de Samosate : Œuvres complètes, R. Laffont, coll. « Bouquins », janv. 2015, 1re éd., 1 vol., 1243, 13,2 × 19,8 cm (ISBN 978-2-221-10902-1, BNF 44260812, présentation en ligne), Dialogue Marins, Prométhée ou Le Caucase.
- Pausanias, Description de la Grèce [détail des éditions] [lire en ligne]